# Ringhuscheid
Ringhuscheid ist ein Ortsteil der Ortsgemeinde Krautscheid im Eifelkreis Bitburg-Prüm in Rheinland-Pfalz.

## Geographische Lage
Ringhuscheid liegt östlich von Krautscheid in einer Entfernung von rund 1,5 km. Der Ortsteil grenzt im Süden an eine kleine Waldfläche und ist sonst von zahlreichen landwirtschaftlichen Nutzflächen umgeben. Östlich sowie nördlich von Ringhuscheid fließt der Bohnenbach in jeweils einem Ausläufer bis zum Ort und endet dort. Zu Ringhuscheid gehört der Wohnplatz Sauerwies.

## Geschichte
Jegliche Funde aus der Frühzeit wurden auf dem heutigen Gemeindegebiet nicht gemacht, sodass nicht von einer Besiedelung in der Römerzeit auszugehen ist. Auch die durchgeführten Rodungsarbeiten, um freie Flächen für den Hausbau zu schaffen, sprechen für eine späte Entstehung des Ortsteils. Das heutige Gemeindegebiet war lange Zeit ausschließlich von Wald bestanden.
Der Hauptort Krautscheid wurde erstmals 1231 in einer Urkunde erwähnt. Bis 1794 gehörten die drei Ortsteile Bellscheid, Krautscheid und Ringhuscheid zur luxemburgischen Herrschaft Neuerburg. Ringhuscheid war zudem bis 1854 der Sitz einer Bürgermeisterei.

## Wappen von Krautscheid

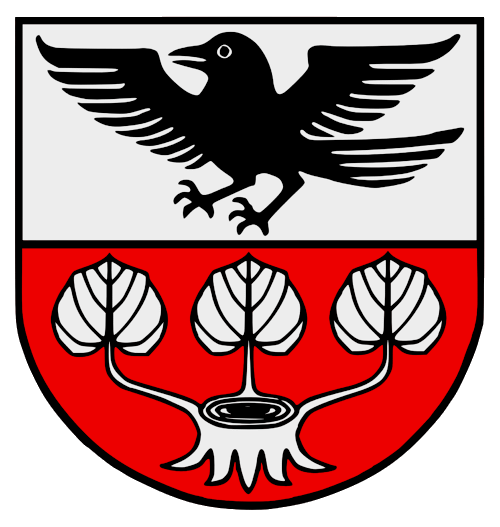

Das Wappen der heute übergeordneten Gemeinde Krautscheid wurde in Anlehnung an die drei Ortsteile der Gemeinde entworfen und stellt diese ebenfalls symbolisch dar.
Wappenbegründung: Das Wappen zeigt ein „Redendes Wappen“. Die Farben sind Silber und Rot. Im oberen Feld ist eine schwarze auffliegende Krähe mit ausgebreiteten Flügeln dargestellt, im unteren Feld ein silberner Baumstubben, aus dem durch Stockausschlag neues Leben in Form von drei neuen Stämmchen, die in je einem Lindenblatt enden, sprießt. Der Baumstubben symbolisiert die Waldrodung, wodurch die drei Orte entstehen konnten.

## Kultur und Sehenswürdigkeiten
Siehe auch: Liste der Kulturdenkmäler in Krautscheid

### Pfarrkirche mit Pfarrhaus
Die heutige Pfarrkirche St. Martin ist bereits die dritte, an dieser Stelle errichtete Kirche. Sie besitzt ein klassizistisches Schiff aus dem Jahre 1829 und den Chor mit Ostturm aus dem Jahre 1932. Die Vorgängerkirche hatte noch ein 3-achsiges Schiff. Durch den Trierer Architekten Ude wurde das Schiff auf fünf Achsen verlängert und der Ostturm mit drei Geschossen im frühen romanischen Stil angebaut.
Ebenfalls zur Kirche gehört das Pfarrhaus aus dem Jahre 1793. Es handelt sich um einen nachbarocken, kubischen Bau, der vermutlich im Kern jedoch noch älter ist.

### Ehemalige Mühle
Am Bohnenbach, östlich von Ringhuscheid, wurde einst eine Mühle betrieben. Einziger Beleg hierfür ist eine Urkunde des örtlichen Pastors über die Geburt eines Kindes am 24. Dezember 1820 in dieser Mühle. Sie wurde von einer Familie mit mindestens zwei Kindern bewohnt. Über den Abbau oder den Verfall der Mühle sind keine Informationen bekannt. Nähere Untersuchungen vor Ort erfolgten bisher nicht.

### Schrifttafel und Wegekreuze
Südöstlich von Ringhuscheid befindet sich eine aus rotem Sandstein gefertigte Schrifttafel mit einem Abschlusskreuz. Diese trägt die Inschrift "Gelobt sei Jesus Christus. Schmerzhafte Mutter Jesu, bitte für die armen Seelen im Fegefeuer. Errichtet P. [...] Wirtz u. Familie Ludes."
Westlich des Ortes befindet sich in unmittelbarer Nähe zum Sportplatz ein modernes Wegekreuz aus Metall. Ein weiteres modernes Wegekreuz findet sich nördlich von Ringhuscheid in einem Waldgebiet. Dieses ist aus rot angestrichenem Holz gearbeitet und besitzt ein kleines Dach.

Bildergalerie
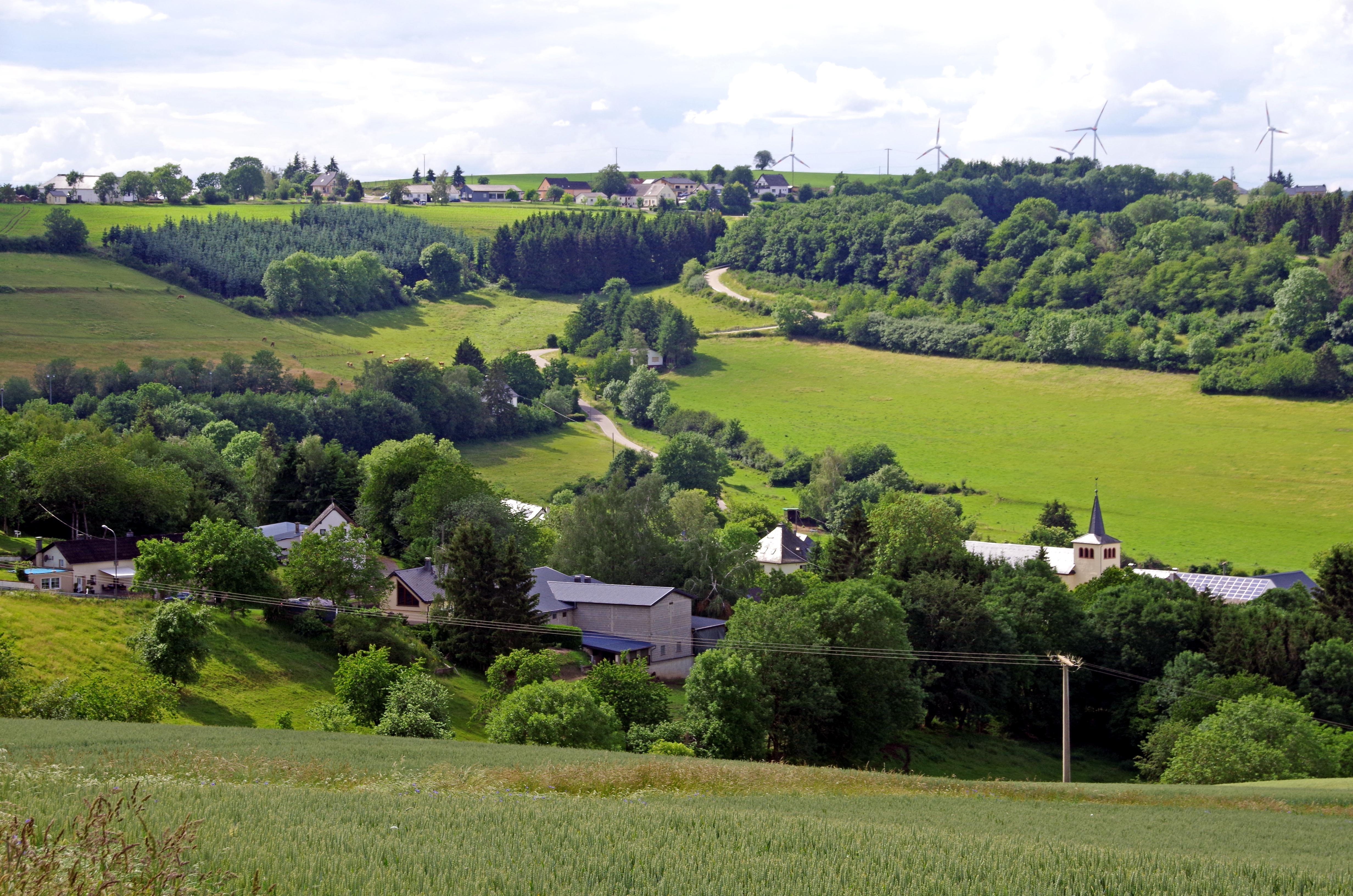
Panorama
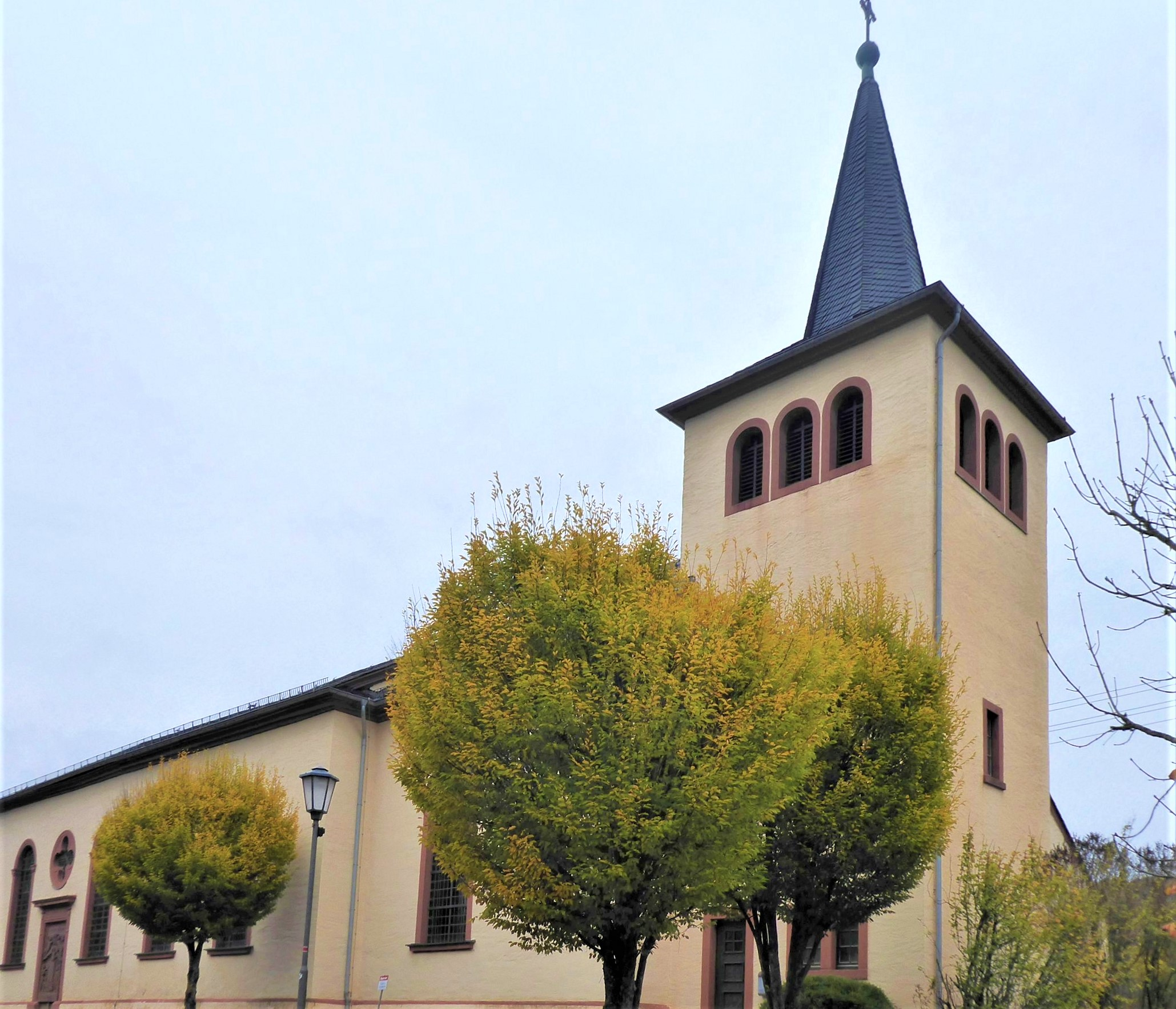
Pfarrkirche - Außen
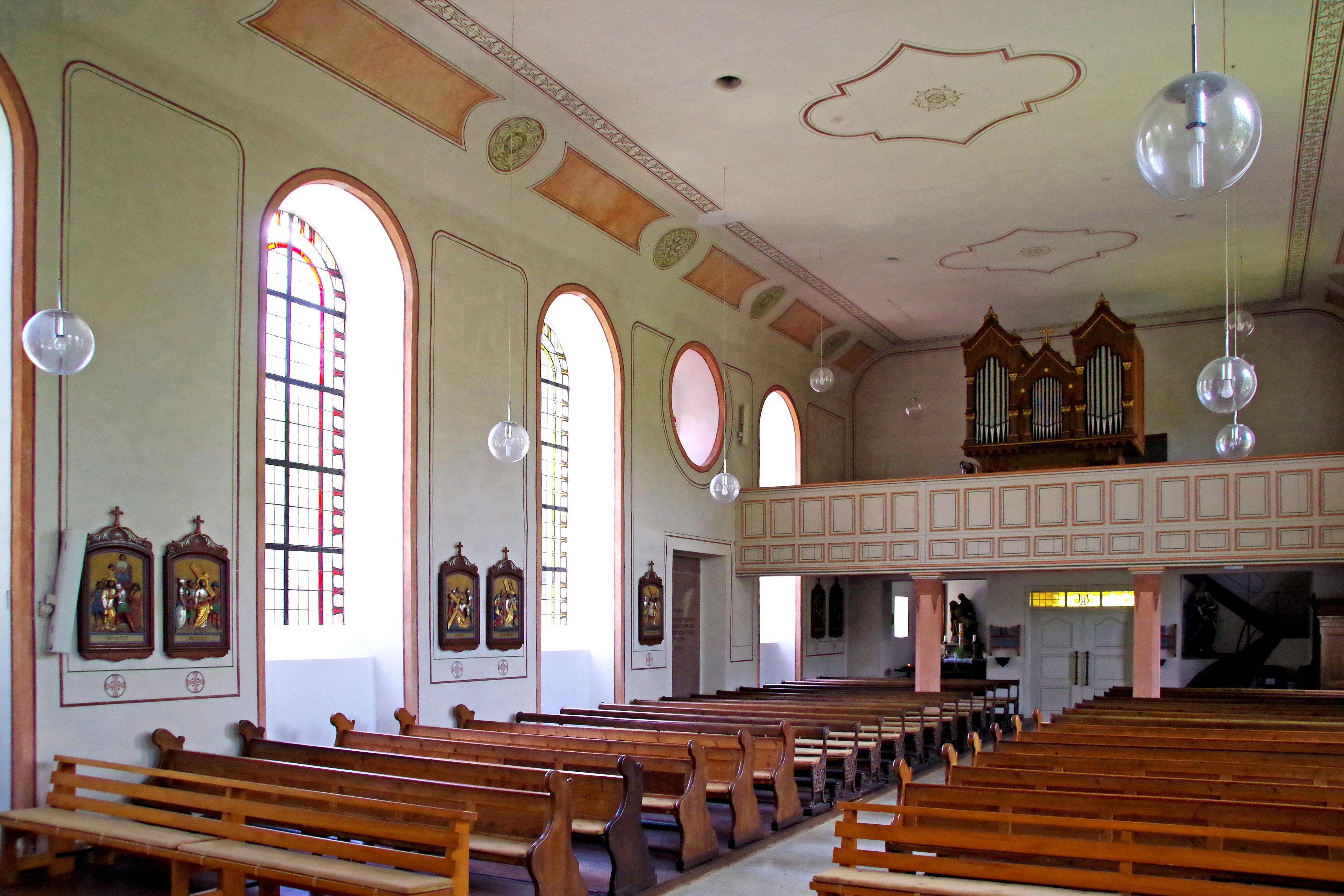
Pfarrkirche - Innen
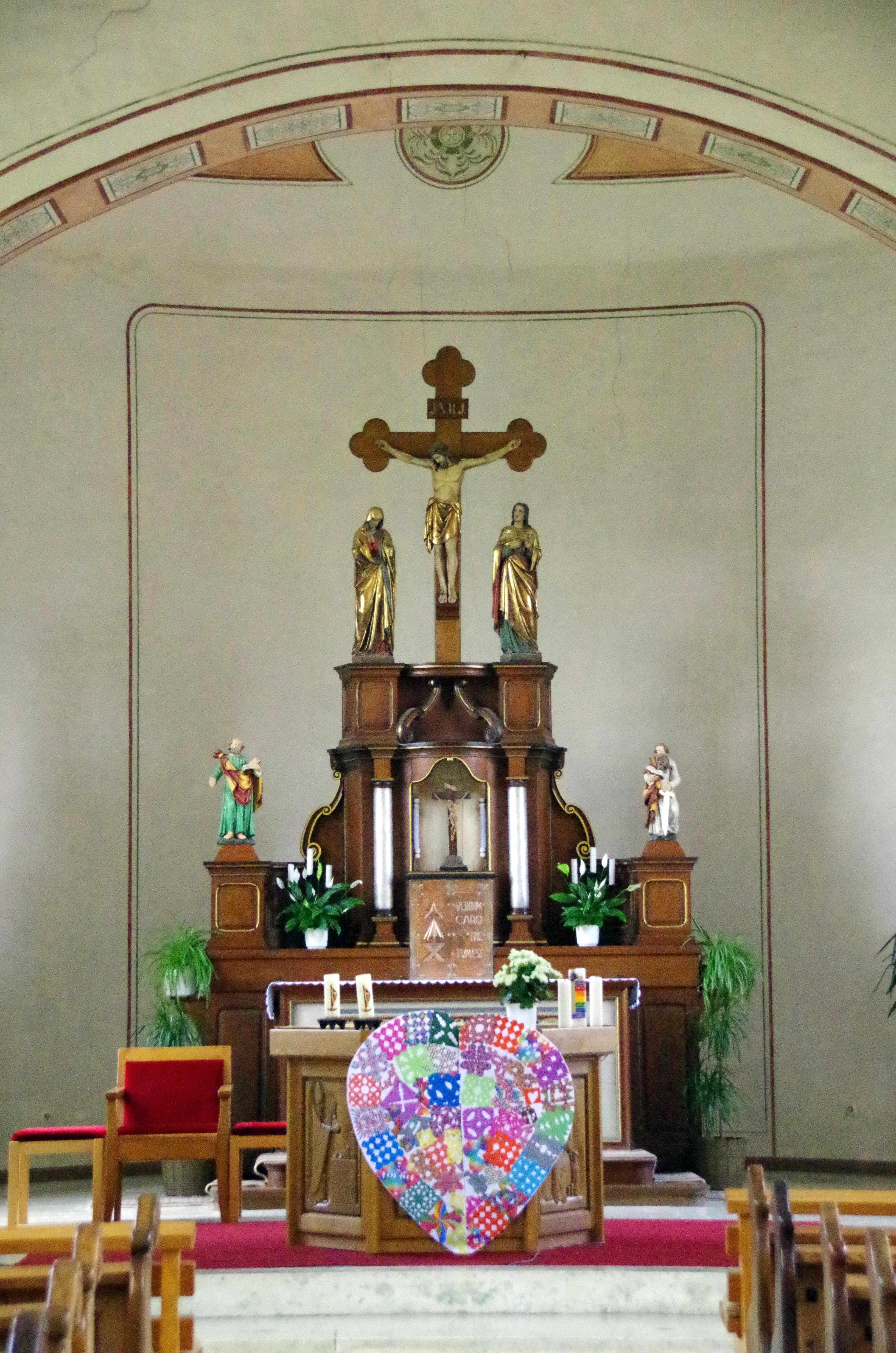
Pfarrkirche - Altarraum
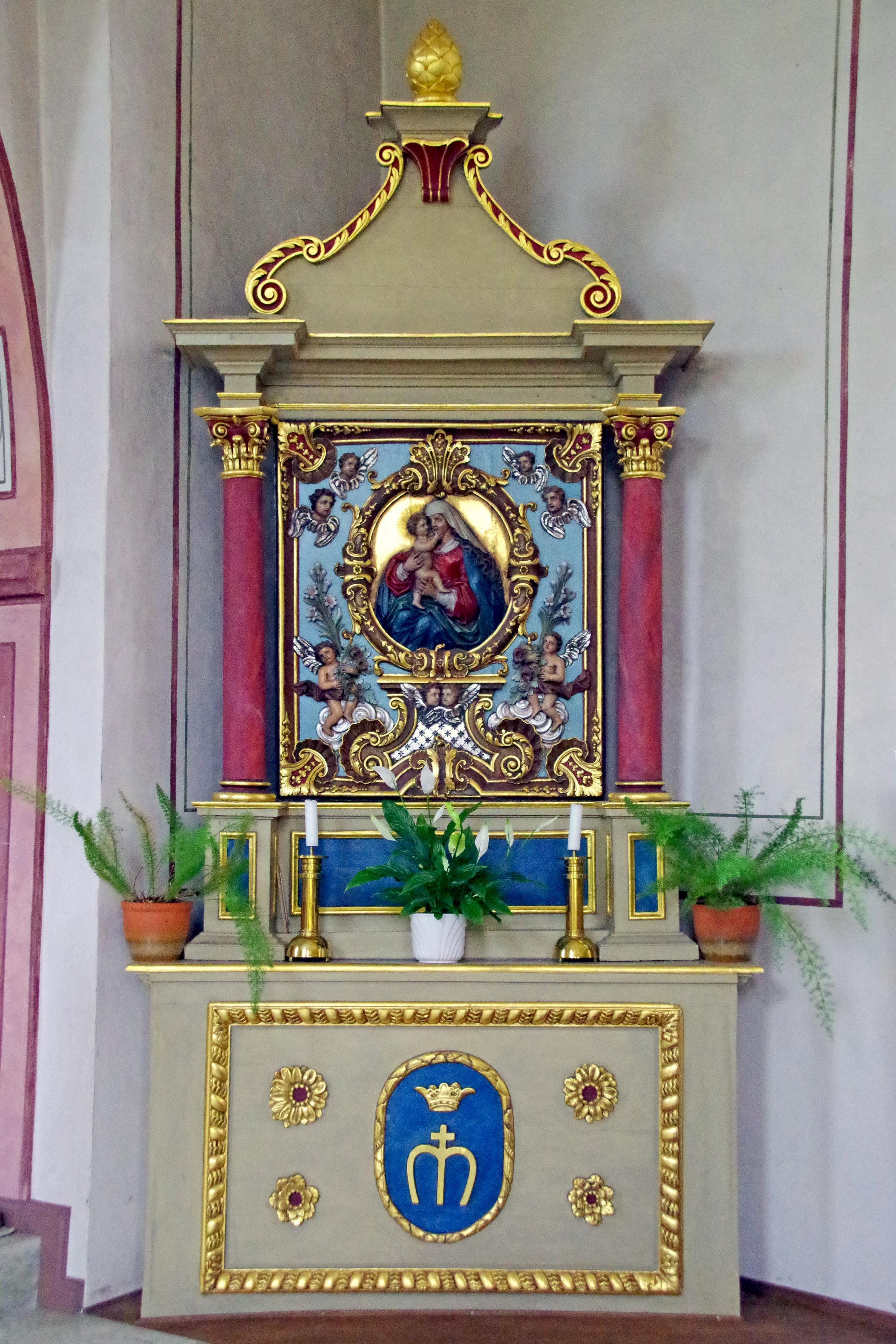
Pfarrkirche - Marienaltar

### Naherholung
Am Ortsteil entlang führt ferner der Wanderweg 90 des Naturpark Südeifel. Es handelt sich um einen Rundwanderweg mit einer Länge von rund 11 km.

## Wirtschaft und Infrastruktur

### Unternehmen
In Ringhuscheid ist ein Pferdehof ansässig.

### Verkehr
Es existiert eine regelmäßige Busverbindung.
Der Ort selbst ist lediglich durch eine Gemeindestraße erschlossen, befindet sich jedoch in unmittelbarer Nähe zu den Landesstraßen 9 und 10 aus Richtung Krautscheid.